# Springfield Park
Springfield Park était un stade de football localisé à Wigan, au Royaume-Uni. C'était l'enceinte du club de Wigan Borough (en) entre 1897 et octobre 1931, puis du Wigan Athletic FC entre 1932 et 1999.

## Histoire
Ce stade de 12 000 places est inauguré le 18 août 1897 par un meeting d'athlétisme le 18 août 1897 ; le premier match de football s'y déroule le 1er septembre 1897.
Le record d'affluence est de 30 611 spectateurs le 12 janvier 1929 pour un match de FA Challenge Cup Wigan Borough-Sheffield Wednesday FC. Le terrain est équipé d'un système d'éclairage pour les matchs en nocturne en octobre 1966.